# 矢切站
矢切站（日语：／ Yagiri eki */?）是一個位於千葉縣松戶市下矢切，屬於北總鐵道北總線的鐵路車站。位於與市川市的市界。車站編號是HS02。
地名本來的發音是沒有濁音的（詳細資料參見矢切）。

## 年表
- 1991年（平成3年）3月31日 - 開業。建設時的臨時名稱是「栗山站」。
- 2010年（平成22年）7月17日 - 設立車站編號（HS02）。

## 車站結構
島式月台2面4線的地底車站，可進行待避。
地下1樓是閘口大堂、定期券售賣場，地下2樓是月台。車站構內設有扶手電梯與升降機，但是沒有設置對應輪椅等多機能廁所。

### 月台配置
| 月台 | 路線   | 方向 | 目的地                                                               |
| ---- | ------ | ---- | -------------------------------------------------------------------- |
| 1、2 | 北總線 | 上行 | 高砂、押上、上野、淺草、日本橋、西馬込、 品川、 羽田機場、橫濱方向   |
| 3、4 | 北總線 | 下行 | 東松戶、新鎌谷、千葉新城中央、 印西牧原、印旛日本醫大、 成田機場方向 |

1、4號月台主要是供北總線系統的普通列車待避京成成田Sky Access線系統的Access特急，但有時也用作臨時列車的發着和回送列車的留置等。然而，此站5時22分始發往印旛日本醫大的列車在1號月台開車。

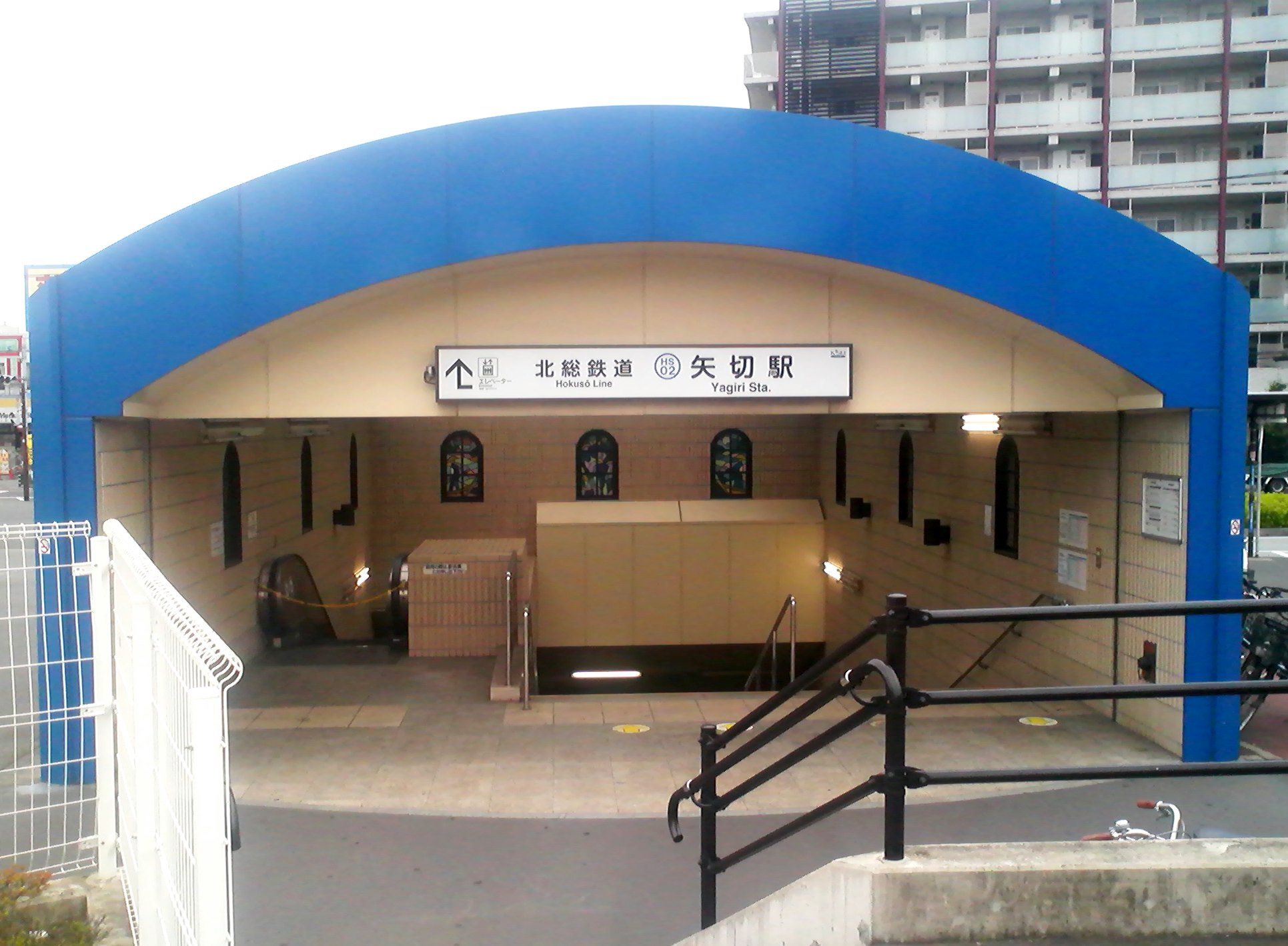
出入口（2011年6月）
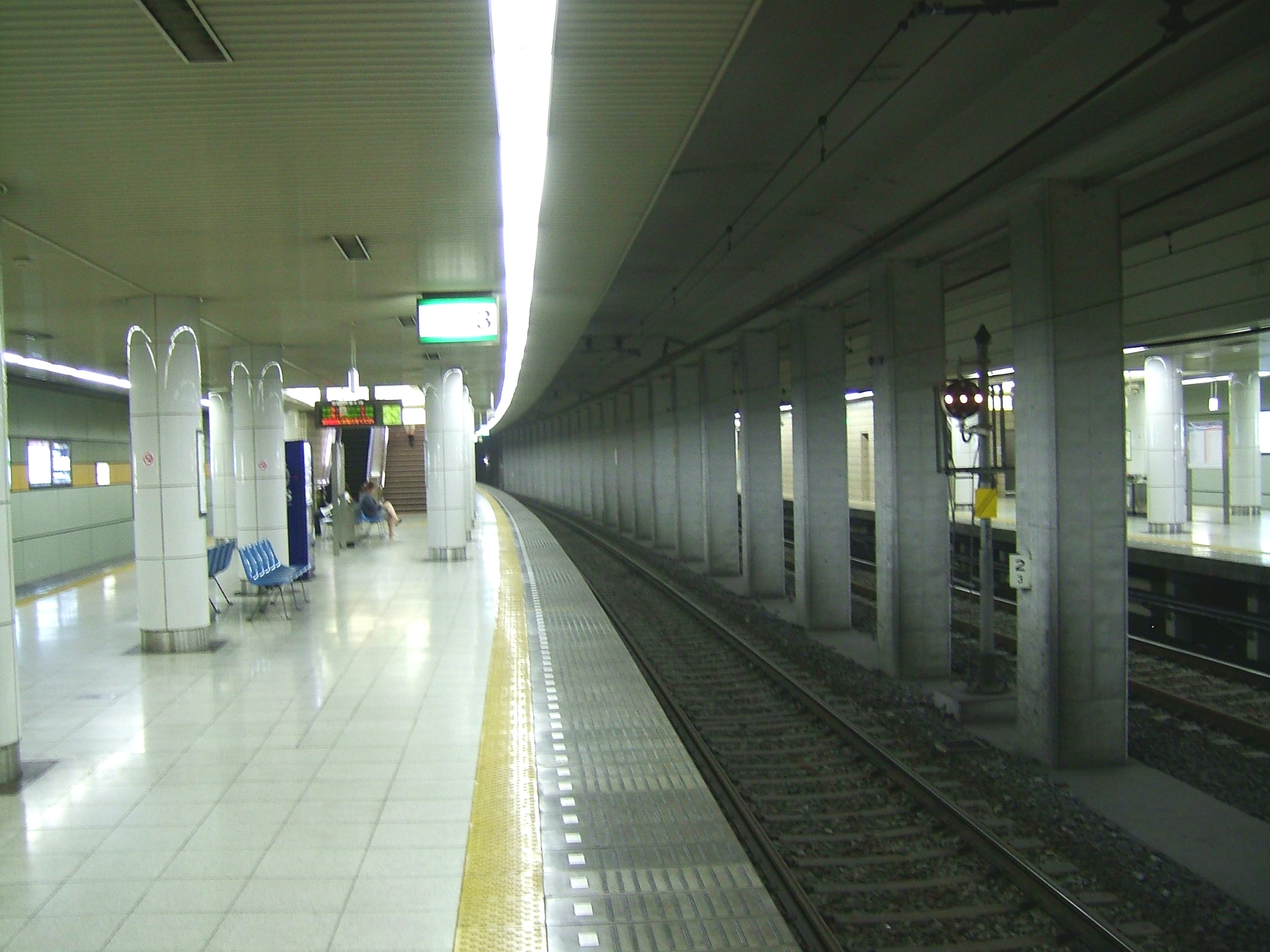
月台（2007年5月）

## 使用情況
2015年度的1日平均上下車人次為7,425人。
近年的1日平均上下、上車人次的推移如下表｡
| 年度               | 1日平均 上下車人次 | 1日平均 上車人次 |
| ------------------ | ------------------ | ---------------- |
| 2001年（平成13年） |                    | 3,274            |
| 2002年（平成14年） |                    | 3,170            |
| 2003年（平成15年） |                    | 3,164            |
| 2004年（平成16年） | 5,906              | 3,081            |
| 2005年（平成17年） |                    | 3,085            |
| 2006年（平成18年） | 6,196              | 3,218            |
| 2007年（平成19年） |                    | 3,429            |
| 2008年（平成20年） | 6,685              | 3,478            |
| 2009年（平成21年） |                    | 3,470            |
| 2010年（平成22年） | 6,729              | 3,489            |
| 2011年（平成23年） | 6,465              | 3,352            |
| 2012年（平成24年） |                    | 3,443            |
| 2013年（平成25年） | 7,027              | 3,631            |
| 2014年（平成26年） | 7,338              | 3,669            |
| 2015年（平成27年） | 7,425              |                  |

## 相鄰車站
北總鐵道
 北總線
■特急
通過
■急行（只限下行運行）
新柴又（HS01） → 矢切（HS02） → 東松戶（HS05）
■普通
新柴又（HS01）－矢切（HS02）－北國分（HS03）
※與成田Sky Access線共用路段，但此站沒有京成電鐵運行的列車停靠。

## 外部連結
- 矢切站 （页面存档备份，存于） - 北總鐵道